# تشارلز دانيال فرينش
تشارلز دانيال فرينش هو سياسي كندي، ولد في 26 يناير 1884 في كندا، وتوفي في 3 مايو 1954 في ويسماونت في كندا. حزبياً، نشط في الإتحاد الوطني. وقد انتخب عضو الجمعية الوطنية في كيبك ‏.